# 杨纯刚
杨纯刚（1985年10月7日—），是一名中国足球运动员，司职中场，目前属于上海申花，但是并未进入球队正式名单。

## 职业生涯
杨纯刚2003年从杨浦白洋淀足校进入申花青年队，在2005年十运会的上海队中初露锋芒，次年赛季中就进入了申花一线队。
2006年8月4日，两星期前刚刚获得过职业生涯中第一场正式比赛机会的杨纯刚却在与英格兰曼城的友谊赛中被对方队员本·撒切尔撞成了重伤，送往医院进行手术急救后，证实是严重的外伤性气胸，左胸面积缩小了达65%。曼城俱乐部为此事公开道歉，但是并未处罚撞伤杨纯刚的萨切尔。萨切尔回到英格兰后，很快又在8月23日的英超比赛中恶意肘击朴茨茅斯球员佩德罗·门德斯，造成后者当场昏迷，之后受到了俱乐部和英格兰足总的处罚。
当时医生对于杨纯刚将来是否还能从事职业足球运动有很大的疑虑，不过他最终恢复，凭借自己的努力曾一度回到了申花一线队，不过再未获得过上场机会。2009年赛季，他并未进入球队正式名单，赛季初也未被挂牌。